# Leslie Wilson (Gouverneur)

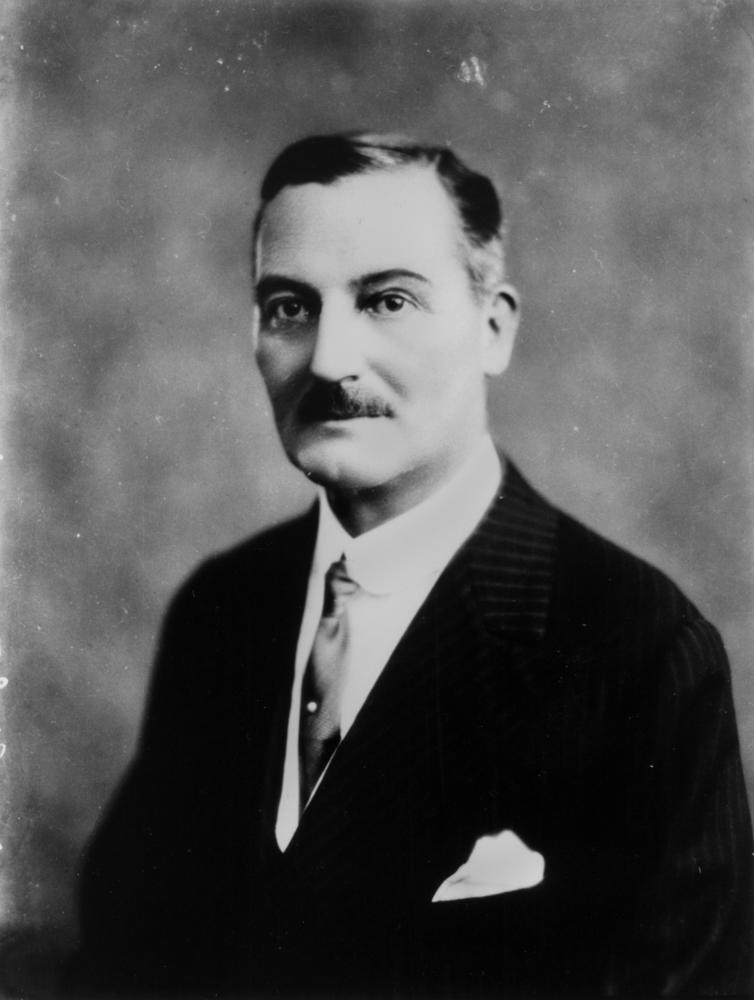
Leslie Orme Wilson (1942)

Sir Leslie Orme Wilson GCSI GCMG GCIE DSO PC (* 1. August 1876 in London; † 29. September 1955 in Chertsey) war ein britischer Offizier und Politiker.
Wilson war der Sohn des Börsenhändlers Henry Wilson und dessen Ehefrau Ada Alexandrina Wilson, geborene Orme. Er besuchte die St. Michael's School in Westgate und die St. Paul's School in London. Nach seiner Ausbildung zum Offizier bei der Royal Marine Light Infantry kämpfte er im Zweiten Burenkrieg, wo er verwundet wurde. Dies fand im Kriegsbericht Erwähnung, woraufhin er die Queen’s South Africa Medal mit fünf Schlachtabzeichen sowie den Kriegsverdienstorden erhielt. Im Jahre 1901 wurde er zum Captain befördert.
1910 kandidierte er erfolglos für das Parlament. 1913 kandidierte er erneut und zog in das House of Commons ein, dem er bis 1923 angehörte. Zwischenzeitlich diente er als Bataillonskommandeur im Ersten Weltkrieg und wurde in Frankreich schwer verwundet.
1923 erfolgte die Ernennung zum Gouverneur von Bombay und blieb dies bis 1928. Von 1932 bis 1946 war er Gouverneur von Queensland.